# Pandanus mac-gregorii
Pandanus mac-gregorii är en enhjärtbladig växtart som beskrevs av Hermann Maximilian Carl Ludwig Friedrich zu Solms-Laubach. Pandanus mac-gregorii ingår i släktet Pandanus och familjen Pandanaceae. Inga underarter finns listade.